# Maserati
Maserati S.p.A. es un fabricante italiano de automóviles de lujo, propiedad de Stellantis. En los años 2010, se fijó un límite de producción de 75 000 vehículos anuales en todo el mundo.

## Historia

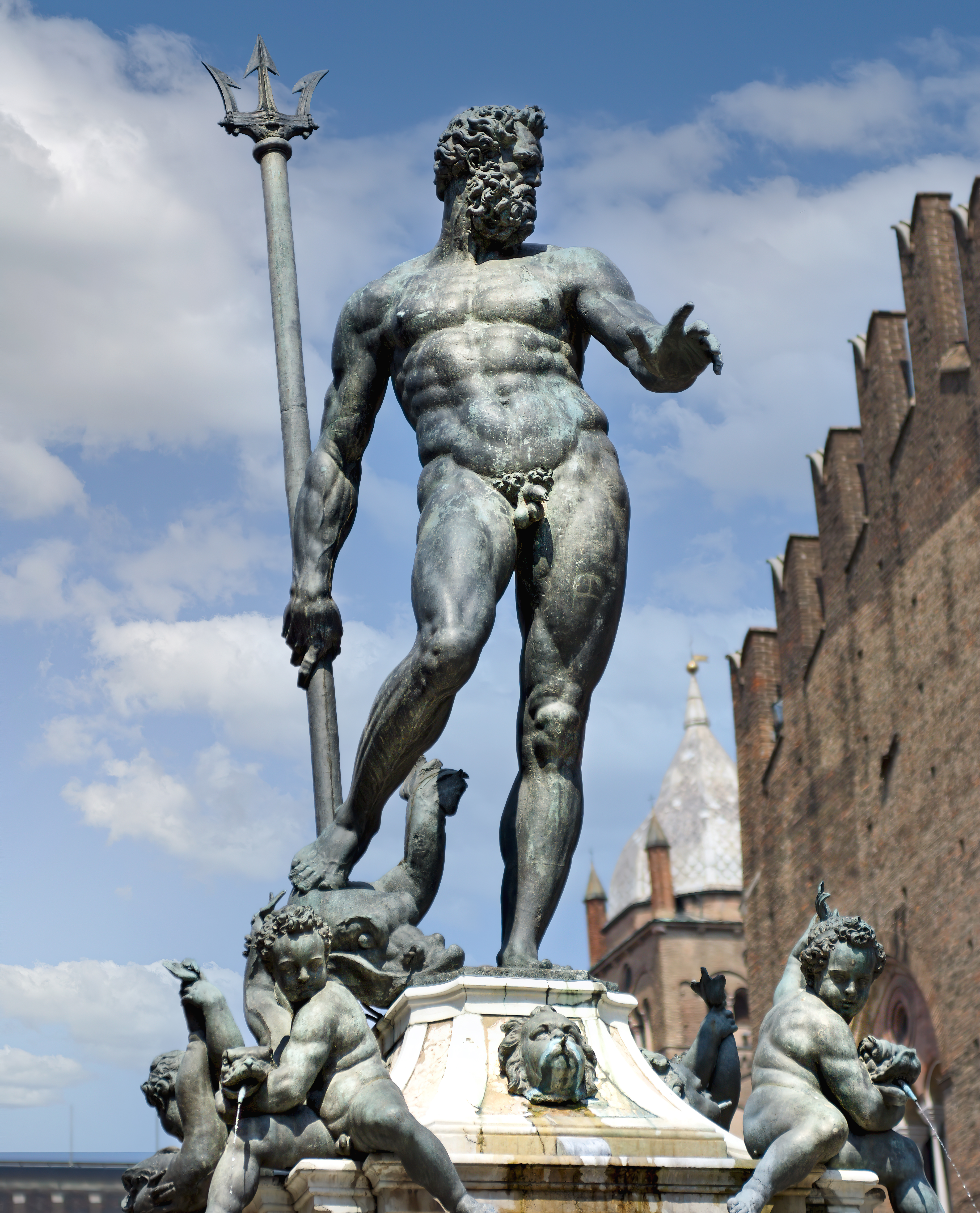
El Neptuno de la Piazza Maggiore de Bolonia y su tridente.

La marca de automóviles deportivos de gama alta, fue fundada en Bolonia por Alfieri Maserati en 1914. Su emblema fue diseñado posiblemente por Mario Maserati, el cual es un tridente inspirado en la estatua de la Fuente de Neptuno de Bolonia, que adorna la Plaza Mayor de dicha ciudad.
En 1920, uno de los hermanos Maserati utilizó este símbolo por sugerencia del amigo de la familia, el marqués Diego de Sterlich. Se consideró particularmente apropiado para esta empresa, debido a que Neptuno representa la fuerza y el vigor. Además, la estatua es un símbolo característico de la ciudad natal original de la empresa.
La marca fue adquirida en 1937 por el empresario italiano Adolfo Orsi, que desplazó la fábrica desde Bolonia a Módena y, bajo esa dirección, la firma produjo los primeros automóviles en los que el lujo recibió la misma atención que la potencia.
En 1968 fue adquirida por Citroën, que con ayuda del diseñador Ghia, creó algunos de los automóviles más interesantes de todos los tiempos, tales como: Ghibli, Khamsin, Bora, Kyalami y los modelos biturbo, entre otros. Estos nombres fueron tomados de famosos vientos de África y Asia.
En 1975 debido a las exigencias derivadas de la adquisición por parte del Groupe PSA, Citroën debe desprenderese de la marca italiana en favor de un consorcio administrado por el expiloto de Fórmula 1 argentino Alejandro de Tomaso.
En 1993, la firma fue comprada por la empresa también italiana Fiat S.p.A. Las ventas de Maserati en 2004 representaron un incremento del 62% con relación al año 2003. Gran parte de este crecimiento se debió a la demanda del Maserati Quattroporte, su modelo de cuatro puertas.
En 2011, reportó ingresos totales de 588 000 000 € y un beneficio de explotación de 40 000 000 €. En ese mismo año, tenía una plantilla total de 714 empleados.

### Automovilismo

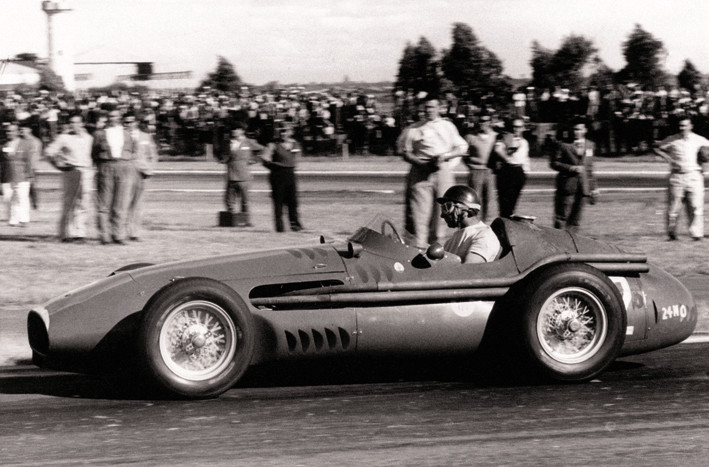
Juan Manuel Fangio al volante de un Maserati 250F

Es de destacar el historial deportivo de la marca, con presencia y triunfos a nivel internacional durante las décadas de 1930, 1940 y 1950. Los puntos máximos de esta actividad fueron los campeonatos mundiales de Fórmula 1 obtenidos con Juan Manuel Fangio en 1954 (compartido con Mercedes-Benz) y 1957, o los triunfos con la marca del Príncipe Bira de Siam.
También figuran en los logros de la marca las 500 Millas de Indianápolis de 1939 y 1940, con Wilbur Shaw al volante. El último triunfo de un motor Maserati en Fórmula 1, equipando un chasis Cooper, fue el Gran Premio de Sudáfrica de 1967, que ganó Pedro Rodríguez.
Desarrolló 15 automóviles de carreras de GranTurismo MC, homologados para la Copa de Europa y la Serie Nacional de Resistencia, uno de los cuales compitió bajo los colores de la escudería GT Cool Victory en Dubái en enero de 2010.

## Modelos actuales

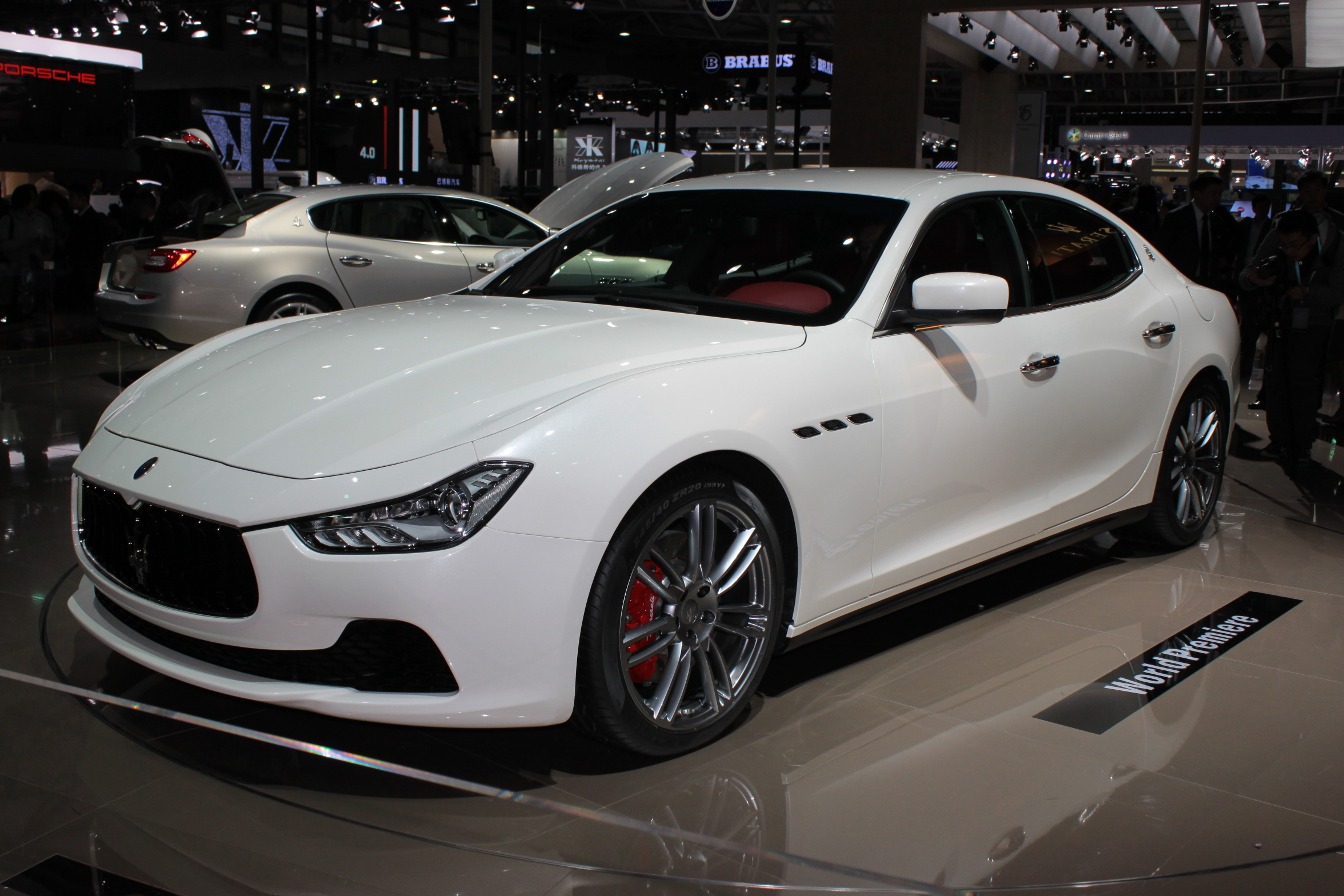
Ghibli
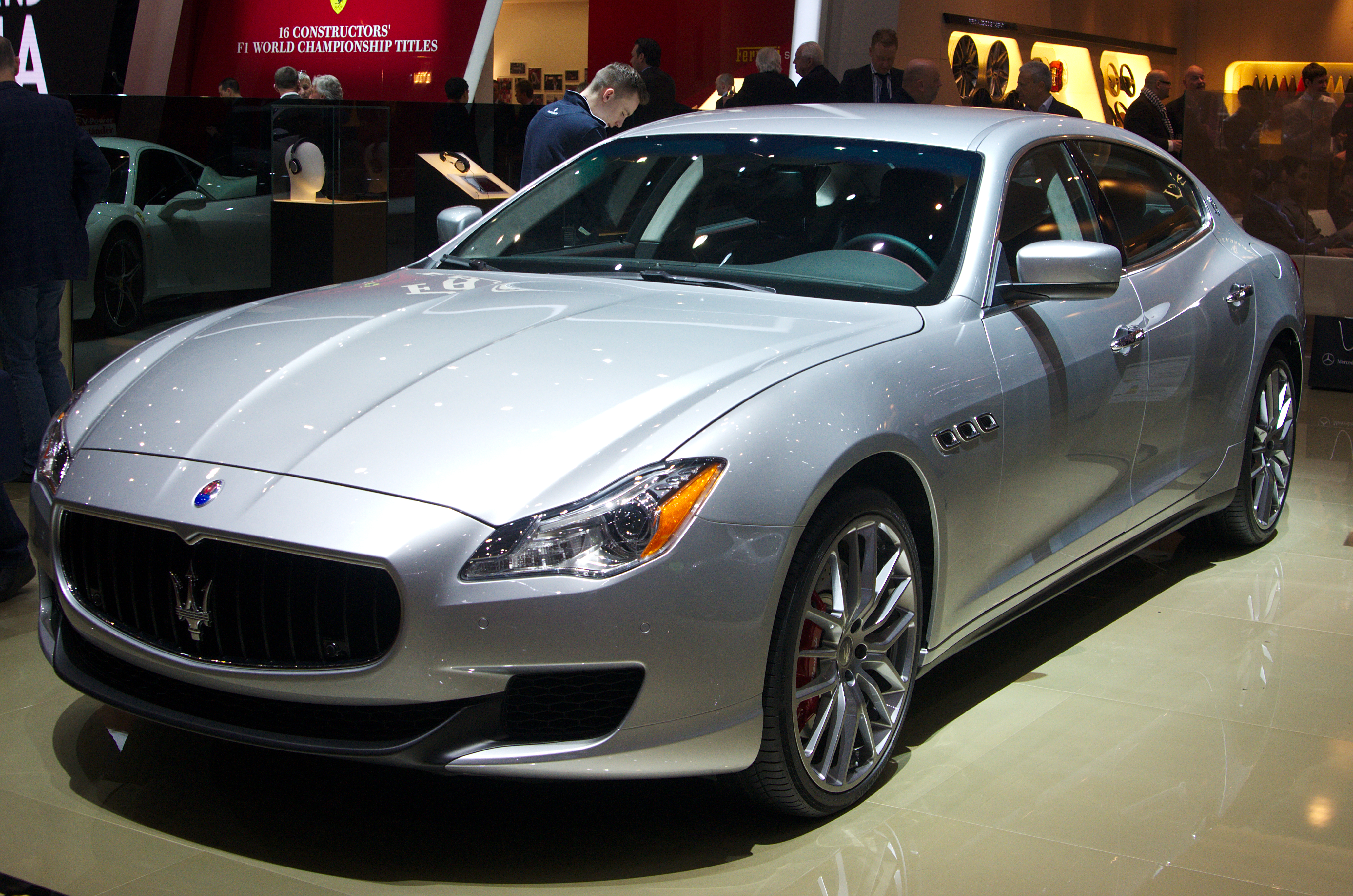
Quattroporte
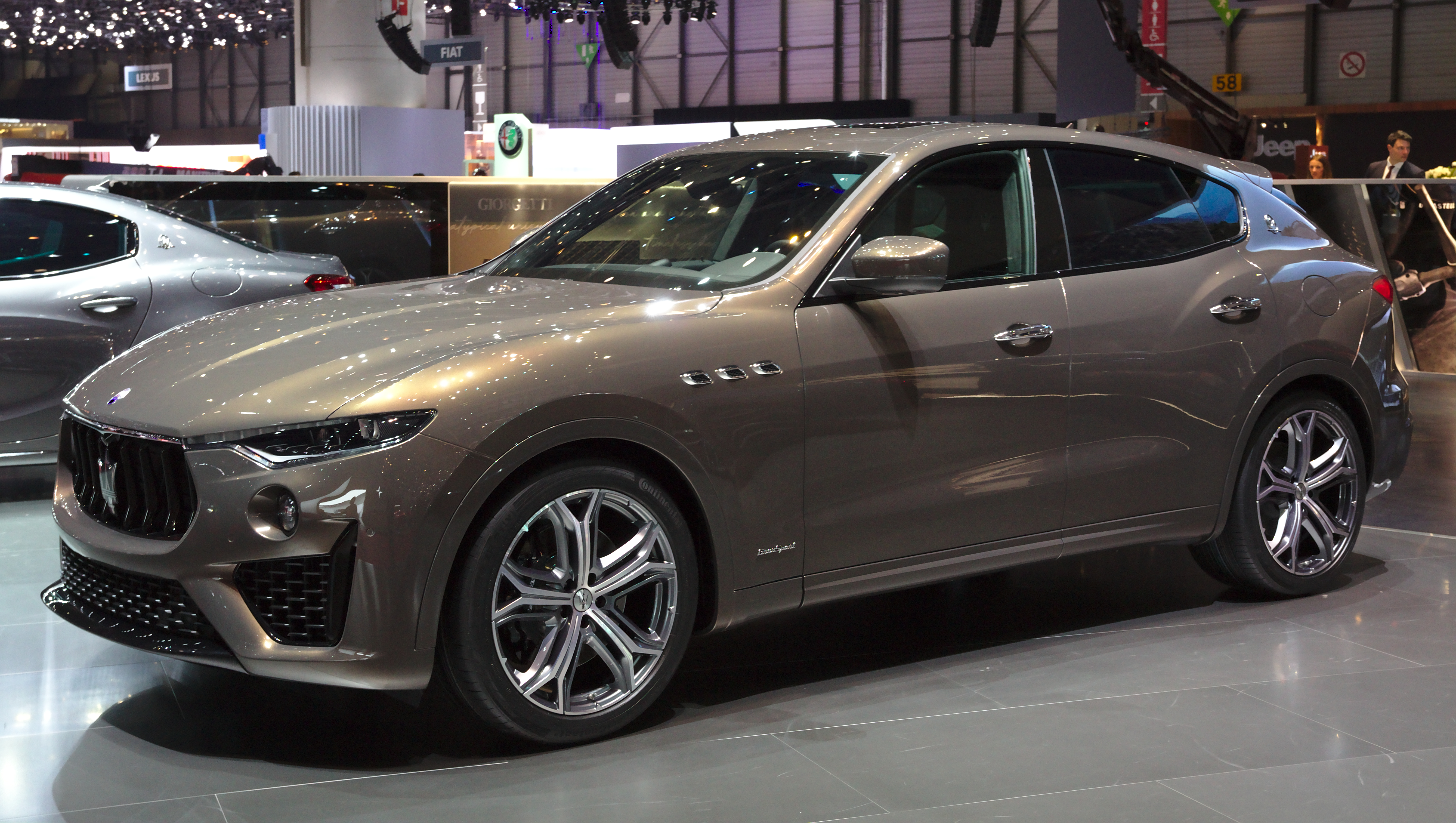
Levante
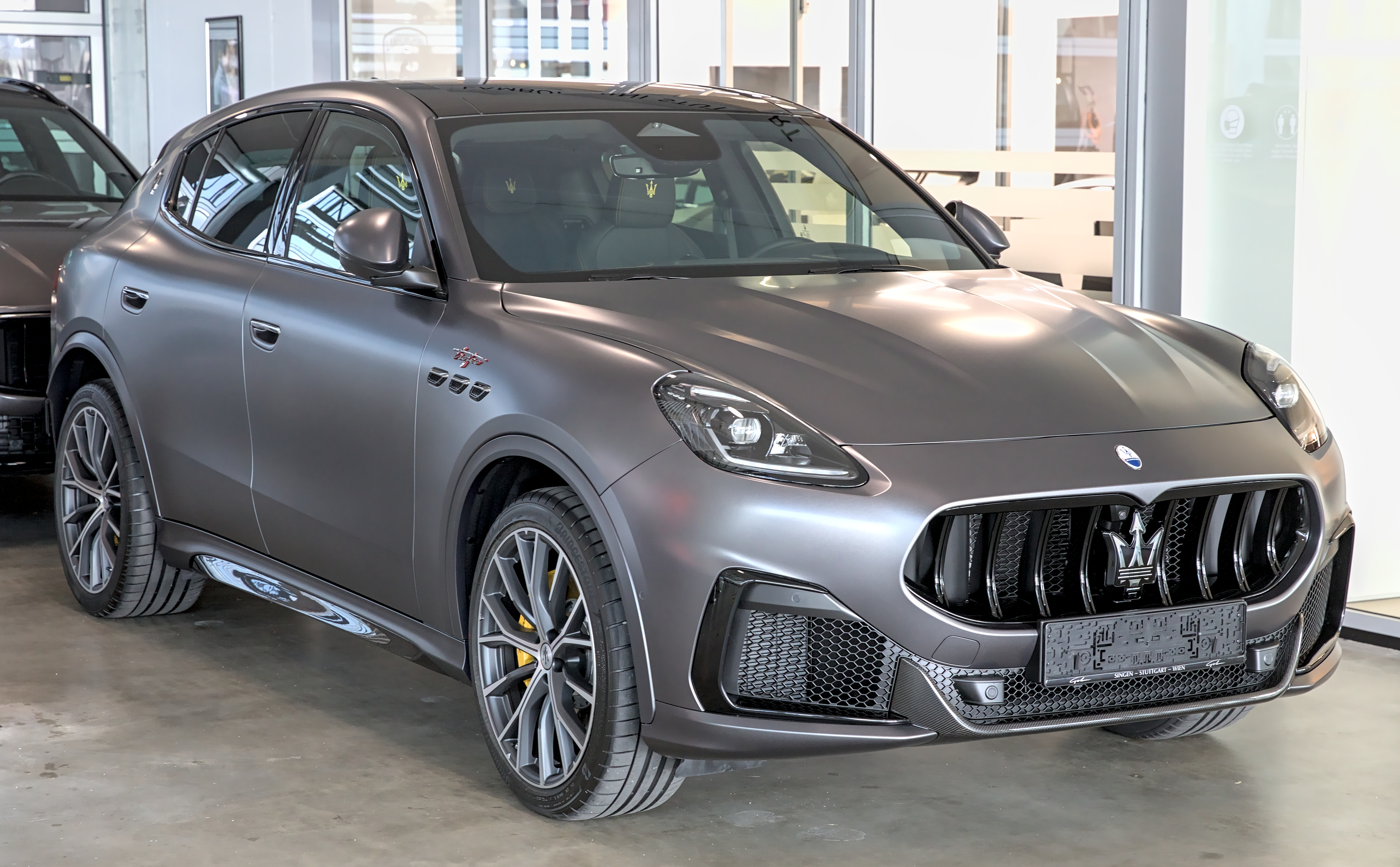
Grecale
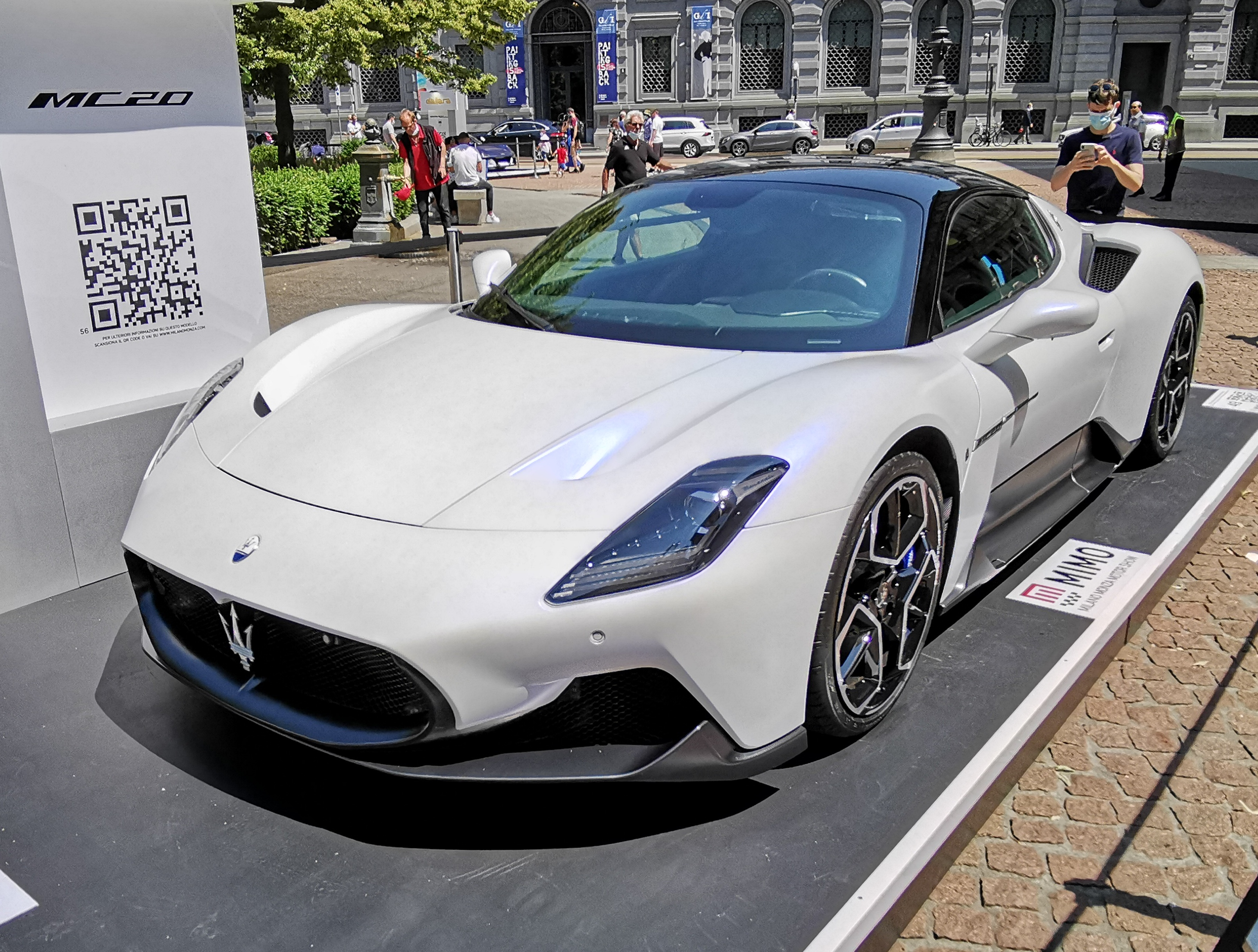
MC20
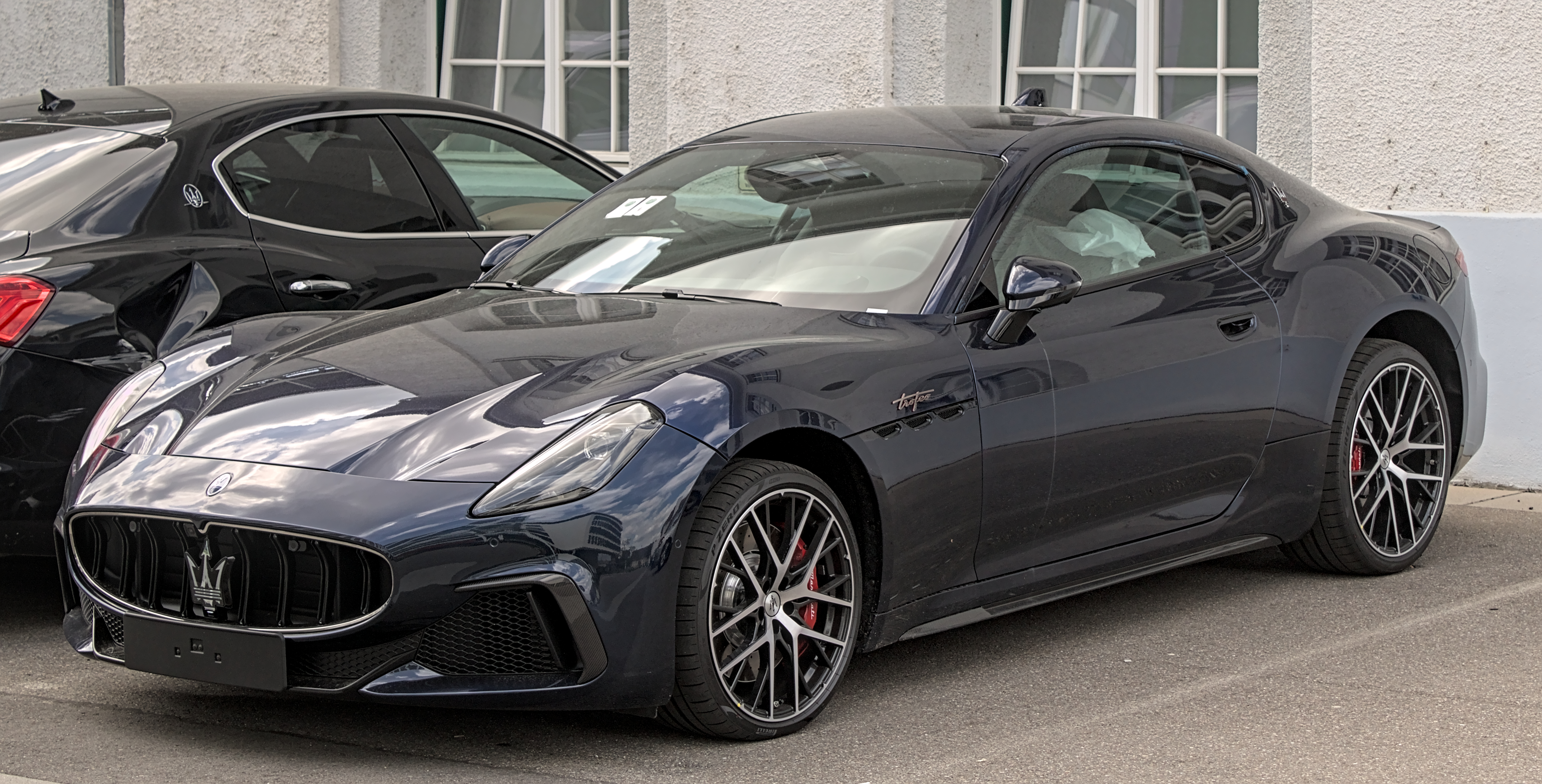
GranTurismo

## Prototipos
- Kubang - Todocamino de lujo y grandes dimensiones. Presentado en el Salón del Automóvil de Fráncfort del año 2011.

## Fábricas
Los automóviles Maserati se producen en las siguientes fábricas:
- Maserati Módena, en Módena, produce los Maserati GranTurismo y Maserati GranCabrio.
- Officine Maserati Grugliasco, en Turín, produce los Quattroporte y Ghibli.

## En competición
Entre 1950 y 1957, Maserati disputó 56 carreras de Fórmula 1 y logró dos títulos de pilotos en 1954 y 1957, ambos obtenidos por Juan Manuel Fangio. En 1958, la marca italiana se retiró debido a dificultades financieras, pero los equipos privados continuaron utilizando sus monoplazas hasta 1960. Además suministró motores a Cooper Car Company y a otros equipos.
En enero de 2022, Maserati anunció su ingreso a la Fórmula E como fabricante y será su regreso a las carreras de monoplazas después de 65 años.